# Нью-Гартфорд (Коннектикут)
Нью-Гартфорд (англ. New Hartford) — місто (англ. town) в США, в окрузі Лічфілд штату Коннектикут. Населення — 6658 осіб (2020).

## Демографія
Згідно з переписом 2010 року, у місті мешкало 6970 осіб у 2632 домогосподарствах у складі 2016 родин. Було 2923 помешкання
Расовий склад населення:
| - 97,2 % — білих - 1,1 % — азіатів - 0,3 % — чорних або афроамериканців - 0,1 % — корінних американців |

До двох чи більше рас належало 1,0 %. Частка іспаномовних становила 1,8 % від усіх жителів.
За віковим діапазоном населення розподілялося таким чином: 23,4 % — особи молодші 18 років, 64,1 % — особи у віці 18—64 років, 12,5 % — особи у віці 65 років та старші. Медіана віку мешканця становила 44,1 року. На 100 осіб жіночої статі у місті припадало 99,4 чоловіків;  на 100 жінок у віці від 18 років та старших — 98,7 чоловіків також старших 18 років.
Середній дохід на одне домашнє господарство  становив 109 402 долари США (медіана — 96 291), а середній дохід на одну сім'ю — 132 467 доларів (медіана — 128 646). Медіана доходів становила 75 139 доларів для чоловіків та 62 685 доларів для жінок. За межею бідності перебувало 3,0 % осіб, у тому числі 0,0 % дітей у віці до 18 років та 5,4 % осіб у віці 65 років та старших.
Цивільне працевлаштоване населення становило 3573 особи. Основні галузі зайнятості: освіта, охорона здоров'я та соціальна допомога — 24,2 %, науковці, спеціалісти, менеджери — 12,7 %, виробництво — 12,2 %, фінанси, страхування та нерухомість — 12,0 %.